# Auchan
Groupe Auchan SA (phát âm tiếng Pháp: [oʃɑ̃]) là một tập đoàn bán lẻ quốc tế của Pháp và tập đoàn đa Quốc gia có trụ sở tại Croix, Pháp. Đây là một trong những nhóm phân phối chính của thế giới (337.900 nhân viên) với sự hiện diện ở Pháp và 15 Quốc gia.
Công ty bắt đầu khi Gérard Mulliez mở cửa hàng tự phục vụ đầu tiên của mình tại Roubaix ở quận Hauts-Champs, cách phát âm giống hệt với "Auchan".
Auchan có chi nhánh tại Pháp và quốc tế tại Trung Quốc, Hungary, Ấn Độ, Iraq, Ý, Luxembourg, Ba Lan, Bồ Đào Nha, Romania, Nga, San Marino, Sénégal, Tây Ban Nha, Ukraine và Việt Nam.
Auchan có 639 đại siêu thị và 2874 siêu thị trên toàn thế giới.

## Gia đình Mulliez
Auchan SA được kiểm soát bởi gia đình Mulliez, một trong những người giàu nhất ở Pháp và ở châu Âu. Gia đình Mulliez có lợi ích trong một số lượng lớn các công ty.